# Auxey-Duresses
Auxey-Duresses is een gemeente in het Franse departement Côte-d'Or (regio Bourgogne-Franche-Comté) en telt 343 inwoners (2004). De plaats maakt deel uit van het arrondissement Beaune.

## Geografie
De oppervlakte van Auxey-Duresses bedraagt 11,0 km², de bevolkingsdichtheid is 31,2 inwoners per km².
De onderstaande kaart toont de ligging van Auxey-Duresses met de belangrijkste infrastructuur en aangrenzende gemeenten.

## Demografie
Onderstaande figuur toont het verloop van het inwonertal (bron: INSEE-tellingen).